# Jerzy Mokrzycki
Jerzy Władysław Mokrzycki (ur. 1 sierpnia 1942 we Lwowie, zm. 8 czerwca 2005) – polski polityk, senator IV kadencji, wojewoda koszaliński w latach 1994–1997 oraz pierwszy przewodniczący Sejmiku Województwa Zachodniopomorskiego w latach 1998–2000.

## Życiorys
Odbył studia prawnicze na Uniwersytecie im. Adama Mickiewicza w Poznaniu. W 1960 podjął pracę zawodową w Prezydium Wojewódzkiej Rady Narodowej w Koszalinie. Od 1961 pracował w Urzędzie Wojewódzkim, do 1989 był jego dyrektorem. W latach 1990–1993 prowadził własną działalność gospodarczą. Od 1994 do 1997 pełnił funkcję wojewody koszalińskiego. W 1997 został wybrany na senatora IV kadencji w województwie koszalińskim z ramienia Sojuszu Lewicy Demokratycznej. Zasiadał w Komisji Regulaminowej i Spraw Senatorskich oraz Komisji Samorządu Terytorialnego i Administracji Państwowej. Mandat w Senacie utracił 21 marca 2001 na skutek orzeczenia sądu kończącego postępowanie lustracyjne, prawomocnie uznającego go za tzw. kłamcę lustracyjnego. Pracował następnie jako zastępca dyrektora w Agencji Nieruchomości Rolnych.
Wcześniej w 1998 został radnym Sejmiku Województwa Zachodniopomorskiego I kadencji, w którym zasiadał w Komisji Rozwoju i Promocji Województwa oraz w Komisji Ochrony Zdrowia i Pomocy Społecznej. 6 listopada 1998 wybrany na przewodniczącego tego gremium, funkcję tę pełnił do 26 stycznia 2000. Od marca 2002 był doradcą wojewody zachodniopomorskiego Stanisława Wziątka. W wyborach samorządowych w 2002 kandydował do sejmiku z pierwszego miejsca listy SLD-UP w okręgu koszalińskim. Otrzymał 13 785 głosów (15,2% głosów w okręgu), uzyskując ponownie mandat radnego województwa. W sejmiku II kadencji zasiadał w Komisji Gospodarki, Infrastruktury i Ochrony Środowiska oraz w Komisji Rewizyjnej.
Pochowany na cmentarzu komunalnym w Koszalinie.

## Życie prywatne
Był żonaty, miał córkę.

## Odznaczony
- Złota Odznaka Honorowa Gryfa Zachodniopomorskiego (2005)[14]